# 彼特·門若
彼得·丹尼爾·門若（英語：Peter Daniel Munro，1975年6月14日—）為一名美國退役棒球選手，曾經來台效力於中華職棒統一獅，守備位置為投手。

## 經歷
- 美國職棒波士頓紅襪（小聯盟）（1995年－1998年）
- 美國職棒多倫多藍鳥（小聯盟～大聯盟）（1999年－2000年）
- 美國職棒德州遊騎兵（小聯盟）（2001年）
- 美國職棒休士頓太空人（小聯盟～大聯盟）（2002年－2004年）
- 美國職棒紐約洋基（小聯盟）（2005年）
- 美國職棒明尼蘇達雙城（小聯盟）（2006年）
- 中華職棒統一獅（2007年）
- 美國職棒獨立聯盟York Revolution（2008年）

## 特殊事蹟
- 2003年6月11日對紐約洋基隊的跨聯盟比賽於二局下緊急接替主力先發洛伊·奧斯華，他中繼2.2局無安打無失分，並與接下來4名投手（共計6名）合力以8比0完封洋基，成為MLB史上最多投手接力完成的無安打比賽。
- 2007年6月24日至7月24日連續38局無四死球（因7月29日對誠泰首局出現觸身球而中斷），打破中職史上連續最多局數無四死球紀錄。
- 2007年9月30日對中信鯨之戰僅被敲出1安打，但因隊友陽森失誤丟掉1分非自責分而吞下完投敗。

## 職棒生涯成績

### 美國職棒
| 年度   | 球隊         | 出賽 | 勝投 | 敗投 | 中繼 | 救援 | 完投 | 完封 | 四死 | 三振 | 責失 | 投球局數 | 防禦率 |
| ------ | ------------ | ---- | ---- | ---- | ---- | ---- | ---- | ---- | ---- | ---- | ---- | -------- | ------ |
| 1999年 | 多倫多藍鳥   | 31   | 0    | 2    | 4    | 0    | 0    | 0    | 23   | 38   | 37   | 55.1     | 6.02   |
| 2000年 | 多倫多藍鳥   | 9    | 1    | 1    | 0    | 0    | 0    | 0    | 16   | 16   | 17   | 25.2     | 5.96   |
| 2002年 | 休士頓太空人 | 19   | 5    | 5    | 1    | 0    | 0    | 0    | 23   | 45   | 32   | 80.2     | 3.57   |
| 2003年 | 休士頓太空人 | 40   | 3    | 4    | 3    | 0    | 0    | 0    | 26   | 27   | 28   | 54.0     | 4.67   |
| 2004年 | 休士頓太空人 | 21   | 4    | 7    | 0    | 0    | 0    | 0    | 26   | 63   | 57   | 99.2     | 5.15   |
| 合計   | 5年          | 120  | 13   | 19   | 8    | 0    | 0    | 0    | 114  | 189  | 171  | 315.1    | 4.88   |

### 中華職棒
- (粗黑體字為該年度最佳或最高成績)

| 年度 | 球隊   | 出賽 | 先發 | 勝投 | 敗投 | 完投 | 完封 | 救援 | 中繼 | 奪三振 | 四死 | 投球局數 | 責失 | 防禦率 |
| ---- | ------ | ---- | ---- | ---- | ---- | ---- | ---- | ---- | ---- | ------ | ---- | -------- | ---- | ------ |
| 2007 | 統一獅 | 26   | 26   | 14   | 7    | 7    | 3    | 0    | 0    | 107    | 28   | 190.1    | 43   | 2.03   |
| 合計 | 1年    | 26   | 26   | 14   | 7    | 7    | 3    | 0    | 0    | 107    | 28   | 190.1    | 43   | 2.03   |

## 外部連結
- 彼特·門若在台灣棒球維基館上的頁面（繁體中文）
- 彼特·門若在中華職棒官網
- 彼特·門若在Baseball-Reference.com（大聯盟）（英语）
- 彼特·門若在Baseball-Reference.com（小聯盟以及海外聯盟）（英语）
- 彼特·門若在FanGraphs.com（英语）
- 彼特·門若在Retrosheet（英语）
- 彼特·門若在The Baseball Cube（英语）

| 前任： 林恩宇 | 中華職棒防禦率王 2007年         | 繼任： 廖于誠   |
| 前任： 潘威倫 | 中華職棒金手套獎（投手） 2007年 | 繼任： 小林亮寬 |